# Лактозный репрессор
Лакто́зный репре́ссор (англ. Lac repressor) —  ДНК-связывающий белок, который ингибирует экспрессию генов, кодирующих белки лактозного оперона. Кодируется геном lacI. Белки лактозного оперона участвуют в метаболизме лактозы в клетках бактерий. Эти гены подавляются, когда лактоза недоступна клеткам, гарантируя, что бактериальная клетка не будет тратить энергию на синтез белков, метаболизирующих лактозу, в условиях её отсутствия. Когда лактоза становится доступной, она преобразуется в аллолактозу, которая ингибирует способность лактозного репрессора связываться с ДНК. Когда репрессор не связан с оператором лактозного оперона, начинаются его транскрипция и последующий синтез ферментов метаболизма лактозы.

## Структура
Структура лактозного репрессора
Лактозный репрессор (lac-репрессор) кишечной палочки Escherichia coli представляет собой гомотетрамер массой 154 520 дальтон. Каждый из четырёх мономеров содержит 360 аминокислотных остатков и состоит из N-концевого домена, шарнирного, или линкерного, участка, домена, связывающего сахар, и С-концевого домена. N-концевой домен содержит структурный мотив «спираль-поворот-спираль», который отвечает за взаимодействие с оператором. Этот мотив образуют две α-спирали (аминокислотные остатки 6—25). N-концевой домен представляет собой небольшой, компактный глобулярный домен с хорошо выраженным гидрофобным кором, который создают три α-спирали. Линкерный, или шарнирный, участок (остатки 46—62) соединяют ДНК-связывающий N-концевой домен с сахар-связывающей частью (кором) репрессора. Считается, что этот участок не имеет выраженной вторичной структуры и состоит из разрозненных спиралей, однако в присутствии ДНК он упорядочивается и образует α-спираль, которая взаимодействует с оператором и определённым образом ориентирует ДНК-связывающий домен lac-репрессора. Кор репрессора, или сахар-связывающий домен, состоит из двух субдоменов. Пространственная структура субдоменов очень похожа, хотя между ними прослеживается мало сходства в составе аминокислотных остатков. Каждый субдомен содержит 6 параллельных β-листов, зажатых между четырьмя α-спиралями. С-концевой домен отвечает за сборку тетрамера. 
Лактозный репрессор — необычный тетрамер. Его мономеры формируют стабильные димеры. Это взаимодействие обеспечивается пятью кластерами аминокислот. Димеры, в свою очередь, могут объединяться с образованием тетрамеров за счёт взаимодействия С-концевых альфа-спиралей (остатки 340—357). Каждая спираль содержит два участка, состоящих из семи остатков лейцина, которые и обеспечивают взаимодействие четырёх альфа-спиралей. Тетрамеры лактозного репрессора корректнее рассматривать как димеры димеров, поскольку они не имеют симметрии, характерной для других олигомерных белков. Связывание с ДНК осуществляют именно димеры, то есть каждый тетрамер лактозного репрессора может быть связанным с двумя операторами.

## Функционирование
Как упоминалось выше, связывание лактозного репрессора с ДНК происходит через N-концевой структурный мотив спираль-поворот-спираль, который связывается с большой бороздкой ДНК. Кроме того, с ДНК связываются шарнирные области. Связывание происходит за счёт взаимодействия упорядоченных спиралей шарнирных областей и малой бороздки ДНК. Так как каждый тетрамер может связывать одновременно два оператора, связывание нескольких последовательностей операторов одним тетрамером вызывает выпетливание ДНК. Связывание репрессора с ДНК увеличивает сродство РНК-полимеразы к промотору настолько, что она не может покинуть его, поэтому не может начаться элонгация транскрипции генов лактозного оперона. В присутствии лактозы аллолактоза связывается с lac-репрессором, аллостерически изменяя его пространственную структуру так, что репрессор оказывается неспособным к прочному связыванию с оператором. В исследованиях, проводимых in vitro, в качестве вещества, имитирующего действие аллолактозы, часто используют изопропил-β-D-1-тиогалактопиранозид (ИПТГ).

## Открытие
Лактозный репрессор был впервые выделен Уолтером Гилбертом и Бенно Мюллер-Хиллом (англ. Walter Gilbert and Benno Müller-Hill) в 1966 году. Это случилось через год после того, как Жак Моно и Франсуа Жакоб, описавшие лактозный оперон, получили Нобелевскую премию по физиологии и медицине за свои исследования в области регуляции экспрессии генов. Гилберт и Мюллер-Хилл смогли показать в условиях in vitro, что белок связывается с ДНК, содержащей лактозный оперон, и отделяется от ДНК при добавлении ИПТГ. Они также выделили часть ДНК, связанную с белком, с помощью фермента дезоксирибонуклеазы, который расщепляет ДНК. После обработки комплекса репрессор-ДНК этим ферментом некоторые молекулы ДНК оставались нерасщеплёнными; было выдвинуто предположение, что они были защищены репрессором от действия фермента, что было позже подтверждено. Эти эксперименты подтвердили механизм работы лактозного оперона, ранее предложенный Моно и Жакобом.